# キューバ陸軍
キューバ陸軍（西：Ejército Cuba）は、キューバの陸軍。キューバ革命軍の基幹を成す。

## 概要
1985年発行のジェーン年鑑によれば、当時の総員は130,000人規模で陸軍司令部の下、東部、中部、西部の3つの地域軍に区分されていた。東部軍は2個軍団6個師団で編制され、それ以外の地域軍は直轄の1個戦車師団と1個機械化師団および軍団隷下の3個歩兵師団で編制されていた。
1998年上半期の中央情報局の評価によれば、戦車と火砲が大幅に減少し、大隊単位以上の訓練が実施できないとされ、多くの兵器が保管状態にあるも使用できないとされた。同報告書においてキューバ軍特殊部隊は1個大隊で構成するとされ、いくつかのより小規模な単位部隊が活動を継続しているとされる。保管している兵器類は交換部品の不足や燃料の深刻な欠如で、軍の運用能力に影響を及ぼしているが、依然として地域大国として残存している。

## 組織
陸軍は陸軍軍事評議会と陸軍司令部が置かれ、3つの地域軍に区分される。また地域軍ごとに各軍事部門と青年労働軍もこれに倣う。
2007年時点で現役兵総員38,000人、予備役39,000人。5個戦車旅団、9個機械化歩兵旅団、1個空挺旅団、1個防空砲兵連隊、1個地対空ミサイル連隊、1個国境警備旅団、14個予備旅団が存在するとされる。
以下の組織は、1996年時点における情報である。
- 革命陸軍司令部
  - 空挺旅団
  - 砲兵師団
  - 地対空ミサイル旅団
  - 防空砲兵連隊

### 西部軍
西部軍（Ejército Occidental）は、ハバナ州、ピナール・デル・リオ州、ハバナ市を管轄する。 
- 第1戦車教育師団
- 第70機械化歩兵師団
- 第78戦車師団
- 第2軍団（ピナール・デル・リオ州）
  - 第24歩兵師団
  - 第27歩兵師団
  - 第28歩兵師団（1個連隊欠）

### 中部軍
中部軍（Ejército Central）は、マタンサス州、ヴィーリャ・クララ州、シエンフエーゴス州、サンクティ・スピリトゥス州を管轄する。
- 第81歩兵師団
- 第84歩兵師団
- 第86歩兵師団
- 第89歩兵師団
- 第4軍団（ラス・ビラスLas Villas）
  - 第41歩兵師団
  - 第43歩兵師団
  - 第48歩兵師団

### 東部軍
東部軍（Ejército Oriental）は、サンティアーゴ・デ・クーバ州、グァンタナモ州、オルギン州、ラス・トゥーナス州、カマグエイ州、シエーゴ・デ・アヴィラ州を管轄する。
- 第3戦車師団
- 第6戦車師団
- 第9戦車師団
- 第31歩兵師団
- 第32歩兵師団
- 第38歩兵師団
- 第84歩兵師団
- 第90歩兵師団
- 第95歩兵師団
- 第97歩兵師団
- 第31歩兵師団
- 第12歩兵師団第123歩兵連隊
- 第28歩兵師団第281歩兵連隊
- グアンタナモ国境警備旅団
- 第5軍団（オルギン）
  - 第50機械化歩兵師団
  - 第52歩兵師団
  - 第54歩兵師団
  - 第56歩兵師団
  - 第58歩兵師団
- 第6軍団（カマグエイ）
  - 第60機械化歩兵師団
  - 第63歩兵師団
  - 第65歩兵師団
  - 第69歩兵師団

## 装備

### 戦車
- T-72 × 50輌
- T-62 × 400輌[4]
- T-55/T-54 × 1100輌[4]
- T-34 × 300輌[4]。
- PT-76 × 50輌

### 装甲車
歩兵戦闘車
- BMP-1 × 400輌[5]
- BMD-1

偵察装甲車 × 100台
- BRDM-1
- BRDM-2

装甲兵員輸送車 × 700台/輌
- BTR-152
- BTR-40
- BTR-50
- BTR-60

### 火砲
榴弾砲 × 500門
- D-1 152mm榴弾砲
- D-30 122mm榴弾砲
- M-1937 152mm榴弾砲
- M-1938 122mm榴弾砲
- M-46 130mmカノン砲
- ZiS-3 M-1942 76mm野砲

自走砲 × 40輌
- 2S1グヴォズジーカ 122mm自走榴弾砲
- 2S3アカーツィヤ 152mm自走榴弾砲

ロケット砲 × 175門/台
- BM-14
- BM-21

迫撃砲 × 1000門
- M-38 120mm迫撃砲
- M-43 120mm迫撃砲
- M-41 82mm迫撃砲
- M-43 82mm迫撃砲

沿岸防備用固定砲塔
- JS-2M/122mm砲 × 12門
- T-34/85mm砲 - 300門

対戦車ミサイル
- AT-1 スナッパー
- AT-3 サガー

対戦車火器
- SU-100 × 100輌
- D-44 85mm野砲/M-1943 57mm対戦車砲 × 600門

対空火砲 × 400門
- KS-19 100mm対空砲
- KS-12 120mm対空砲
- M-1939 37mm対空砲
- M-53 30mm対空砲
- S-60 57mm対空砲
- ZU-23-2
- ZSU-23-4
- ZSU-57-2
- BTR-60P

### ミサイル
地対空ミサイル × 200基
- SA-13
- SA-14
- SA-16
- SA-6
- SA-7
- SA-8
- SA-9 × 60基

弾道ミサイル
- FROG-7 × 60基[6]
- ファソン-5

### 小火器
- AK-47
- AKM
- AK-74
- AKS-74U
- SKSカービン
- ドラグノフ狙撃銃
- VSS Vintorez
- RPK軽機関銃
- PK機関銃
- RPG-7
- トカレフTT-33
- マカロフ PM
- スチェッキン
- Cz75

### 艦艇
国境警備旅団用
- ステンカ級哨戒艇（Stenka） × 2隻
- チュク級哨戒艇（Zhuk） × 18隻

## 階級
| 士官       |                               |  |
| 陸軍元帥   | Comandante en Jefe            |  |
| 陸軍大将   | General de Ejército           |  |
| 陸軍中将   | General de Cuerpo de Ejército |  |
| 陸軍少将   | General de División           |  |
| 陸軍准将   | General de Brigada            |  |
| 陸軍大佐   | Coronel                       |  |
| 陸軍中佐   | Teniente Coronel              |  |
| 陸軍少佐   | Mayor                         |  |
| 陸軍大尉   | Capitán                       |  |
| 陸軍中尉   | Primer Teniente               |  |
| 陸軍少尉   | Teniente                      |  |
| 士官候補生 | Subteniente                   |  |
| 下士官     |                               |  |
| 1等下士官  | Primer Suboficial             |  |
| 2等下士官  | Segundo Suboficial            |  |
| 下士官     | Suboficial                    |  |
| 1等軍曹    | Sargento de Primera           |  |
| 2等軍曹    | Sargento de Segunda           |  |
| 3等軍曹    | Sargento de Tercera           |  |
| 伍長       | Cabo                          |  |
| 兵卒       |                               |  |
| 兵         | Soldado                       |  |